# Valvasorjev dom pod Stolom
Valvasorjev dom pod Stolom (1181 m) je planinska postojanka, ki stoji sredi gozda, na terasi v južnem pobočju Belščice oziroma pod severozahodnim delom Stola, kjer je nekdaj stalo rudarsko upravno poslopje. Imenovan je po baronu Janezu Vajkardu Valvasorju (1641–1693). Pred prvo svetovno vojno je bila v njem nemško-avstrijska planinska postojanka. Tik pred 2. svetovno vojno je Kranjska podružnica SPD zgradila nov dom, ki je bil odprt 11. junija 1939. 30. aprila 1943 je bil dom požgan, na pogorišču pa je PD Radovljica zgradilo novega. Odprt je bil 6. junija 1954. Leta 1996 je bil zgrajen prizidek za nove sanitarije v pritličju in sanitarije in tuše s toplo vodo v nadstropju. Leta 2003 so obnovili ostrešje. Leta 2004 so v mansardi zgradili moderno predavalnico s 35 sedeži in 4 sobe z 12 ležišči s sanitarijami, umivalnico in tušem s toplo vodo. V letu 2005 obnovili in povečali tudi jedilnico s šankom in vhod. Leta 2009 so dogradili pokrito teraso z novim vhodom v dom in tako pridobili še 25 sedežev. V letu 2010 je bila zgrajena še čistilna naprava, centralno ogrevanje, obnovljene sobe v nadstropju, povečana kuhinje in shrambe ter zamenjana vsa stara okna.
PD Radovljica dom upravlja do danes. V zadnjih letih je odprt vse dni v letu. V gostinskem prostorih je 75 sedežev in točilni pult ter krušna peč, v 7 sobah v pritličju je 38 ležišč, v 4 sobah v mansardi pa 12 ležišč. V stavbi je še WC v vsaki etaži, umivalnica in tuši s toplo in mrzlo vodo. Infrastruktura obsega: tekočo vodo, elektriko, radijsko zvezo in GSM povezavo. Pred domom je še 50 sedežev.
Dom je dostopen z avtomobilom iz Žirovnice preko Završnice po makadamski cesti (8 km), ki je pogosto, posebej po neurjih, v zelo slabem stanju, in po planinskih poteh z različnimi izhodišči. V bližini, pol ure hoda od doma, se nahaja arheološko najdišče Ajdna (1046 m).
Akcija "ljubitelji Valvasorja" je rekreacijska pohodna akcija, ki poteka že 20 let in jo bodo še nadaljevali. Za najbolj vztrajne obiskovalce pripravljajo nagrade. Razglasitev zmagovalca je vedno 26. decembra. Zmagovalec leta 2012 je imel 387 vpisov.

## Dostopi
- 1.30 h: iz doline Završnice (Žirovnica)
- 2.30 h: s Koroške Bele (Jesenice)

## Prehodi
- 2.30 h: do Doma Pristave v Javorniškem Rovtu (975 m), po Slovenski planinski poti
- 3.30 h: do Planinskega doma na Zelenici (1536 m)
- 2.30 h: do Prešernove koče na Stolu
- 3.30 h: do Roblekovega doma na Begunjščici (1657 m), po Slovenski planinski poti

## Vzponi na vrhove
- 2.30 h: Belščica (Vajnež) (2102 m), mimo Olipove planine
- 2.30 h: Stol (2236 m)